# Slovenská extraliga ledního hokeje 2019/2020
Tipsport liga 2019/20 byla 27. sezónou slovenské hokejové extraligy. Do soutěže zasáhlo celkem 13 mužstev, jedenáct slovenských týmu a dva maďarské z předešlé sezony. Po sedmi letech se vrátilo družstvo HC Slovan Bratislava z KHL. Titul z minulé sezony obhajovalo mužstvo HC ’05 iClinic Banská Bystrica. Z ligy nikdo nesestoupil a ani nezná vítěze z důvodů předčasného ukončení soutěže kvůli pandemii covidu-19.

## Předčasné ukončení sezony
Představitelé klubů společně s Pro-hokejem a Richardem Lintnerem rozhodli 11. března 2020, že sezóna 2019/2020 bude předčasně ukončená před koncem nadstavby kvůli pandemii covidu-19. Proti tomuto rozhodnutí původně protestovala hráčská asociace SIHPA, vzhledem na možné porušeni práv hokejistů při pravděpodobném nevyplacení odměn. Nakonec však SIHPA rozhodnuti akceptovala a alternativa v podobě dohraní sezóny diváků by byla ekonomicky i logisticky nereálná. Po ukončeni sezóny vedl tabulku tým HC ’05 iClinic Banská Bystrica. O tom, jestli mu bude udělen titul mistra slovenské extraligy, se mělo rozhodnut později. 12. března 2020 ligová rada rozhodla, že titul i medailová umístění budou udělena týmům, které byly v čase přerušeni ligy na prvých třech místech tabulky ve druhé fázi skupiny A. Výkonný výbor SZĽH však 31. března 2020 rozhodnuti ligové rady zrušila a titul nikomu nebylo uděleno. 

## Kluby podle krajů
- Bratislavský: HC Slovan Bratislava
- Košický: HC Košice
- Banskobystrický: HC ’05 iClinic Banská Bystrica, HKm Zvolen a HC 07 WPC Koliba Detva
- Trenčínský: HK Dukla Trenčín
- Nitranský: HK Nitra, HC Nové Zámky
- Žilinský: MHk 32 Liptovský Mikuláš
- Prešovský: HK Poprad
- Borsod-Abaúj-Zemplén: DVTK Jegesmedvék
- Pest: MAC Újbuda

| Klub                           | Město             | Stadion                         | Kapacita |
| ------------------------------ | ----------------- | ------------------------------- | -------- |
| HC ’05 iClinic Banská Bystrica | Banská Bystrica   | Zimní stadion Banská Bystrica   | 2 841    |
| HC Nové Zámky                  | Nové Zámky        | Zimní stadion Nové Zámky        | 3 500    |
| HC Košice                      | Košice            | Steel Aréna                     | 8 378    |
| HC 07 Orin Detva               | Detva             | Zimní stadion Detva             | 1 600    |
| HK Nitra                       | Nitra             | Nitra aréna                     | 5 300    |
| HK Poprad                      | Poprad            | Zimní stadion města Poprad      | 4 500    |
| MHk 32 Liptovský Mikuláš       | Liptovský Mikuláš | Zimní stadion Liptovský Mikuláš | 3 680    |
| HK Dukla Trenčín               | Trenčín           | Zimní stadion Pavla Demitry     | 6 150    |
| HKm Zvolen                     | Zvolen            | Zimní stadion Zvolen            | 6 390    |
| HK Dukla Ingema Michalovce     | Michalovce        | Zimní stadion Michalovce        | 4 000    |
| HC Slovan Bratislava           | Bratislava        | Zimní stadion Ondreje Nepely    | 10 055   |
| DVTK Jegesmedvék               | Miskolc           | Zimní stadion Miškovec          | 2 304    |
| MAC Újbuda                     | Budapešť          | Tüskecsarnok                    | 2 540    |

## Tabulka základní části

### První fáze
| Vysvětlivky                                 |
| ------------------------------------------- |
| Tým postupující do skupiny A o 1.-6. místo  |
| Tým postupující do skupiny B o 7.-12. místo |
| Sezóna pro daný tým skončila                |

| Poř. | Tým                            | Z  | V  | VP | PP | P  | VG  | OG  | B   |
| ---- | ------------------------------ | -- | -- | -- | -- | -- | --- | --- | --- |
| 1.   | HC ’05 iClinic Banská Bystrica | 48 | 27 | 9  | 3  | 9  | 154 | 93  | 102 |
| 2.   | HC Slovan Bratislava           | 48 | 28 | 6  | 4  | 10 | 173 | 95  | 100 |
| 3.   | HC Košice                      | 48 | 25 | 9  | 4  | 10 | 146 | 98  | 97  |
| 4.   | HK Poprad                      | 48 | 24 | 5  | 5  | 14 | 148 | 114 | 87  |
| 5.   | HKm Zvolen                     | 48 | 28 | 0  | 3  | 17 | 173 | 127 | 87  |
| 6.   | HK Dukla Trenčín               | 48 | 22 | 5  | 5  | 16 | 148 | 121 | 81  |
| 7.   | HK Dukla Ingema Michalovce     | 48 | 18 | 4  | 7  | 19 | 125 | 136 | 69  |
| 8.   | HK Nitra                       | 48 | 18 | 2  | 7  | 21 | 124 | 136 | 65  |
| 9.   | DVTK Jegesmedvék               | 48 | 17 | 5  | 3  | 23 | 127 | 143 | 64  |
| 10.  | MAC Újbuda                     | 48 | 14 | 2  | 5  | 27 | 139 | 184 | 51  |
| 11.  | HC Mikron Nové Zámky           | 48 | 11 | 6  | 5  | 26 | 125 | 166 | 50  |
| 12.  | HC 07 WPC Koliba Detva         | 48 | 14 | 2  | 2  | 30 | 112 | 173 | 48  |
| 13.  | MHk 32 Liptovský Mikuláš       | 48 | 8  | 3  | 5  | 32 | 78  | 186 | 35  |

### Druhá fáze

#### Skupina A
| Vysvětlivky                 |
| --------------------------- |
| Tým postupující do play-off |

| Poř. | Tým                            | Z  | V  | VP | PP | P  | VG  | OG  | B   |
| ---- | ------------------------------ | -- | -- | -- | -- | -- | --- | --- | --- |
| 1.   | HC ’05 iClinic Banská Bystrica | 55 | 32 | 10 | 4  | 9  | 180 | 109 | 120 |
| 2.   | HC Slovan Bratislava           | 55 | 29 | 8  | 5  | 13 | 191 | 118 | 108 |
| 3.   | HC Košice                      | 55 | 28 | 9  | 4  | 14 | 163 | 114 | 106 |
| 4.   | HK Poprad                      | 55 | 28 | 5  | 5  | 17 | 170 | 131 | 99  |
| 5.   | HK Dukla Trenčín               | 55 | 26 | 5  | 5  | 19 | 167 | 139 | 93  |
| 6.   | HKm Zvolen                     | 55 | 29 | 0  | 4  | 22 | 186 | 152 | 91  |

#### Skupina B
| Vysvětlivky                  |
| ---------------------------- |
| Tým postupující do play-off  |
| Sezóna pro daný tým skončila |

| Poř. | Tým                        | Z  | V  | VP | PP | P  | VG  | OG  | B  |
| ---- | -------------------------- | -- | -- | -- | -- | -- | --- | --- | -- |
| 7.   | HK Dukla Ingema Michalovce | 55 | 20 | 5  | 8  | 22 | 152 | 157 | 78 |
| 8.   | HK Nitra                   | 55 | 21 | 3  | 8  | 23 | 149 | 157 | 77 |
| 9.   | DVTK Jegesmedvék           | 55 | 20 | 7  | 3  | 25 | 148 | 158 | 77 |
| 10.  | MAC Újbuda                 | 55 | 18 | 2  | 5  | 30 | 158 | 201 | 63 |
| 11.  | HC Mikron Nové Zámky       | 55 | 13 | 6  | 8  | 28 | 143 | 188 | 59 |
| 12.  | HC 07 WPC Koliba Detva     | 55 | 16 | 3  | 2  | 34 | 131 | 206 | 56 |

## Hráčské statistiky základní části

### Kanadské bodování
Toto je konečné pořadí hráčů podle dosažených bodů. Za jeden vstřelený gól nebo přihrávku na gól hráč získal jeden bod. 
| Poř. | Hráč            | Tým                            | Z  | G  | A  | B  | TM  | +/- |
| ---- | --------------- | ------------------------------ | -- | -- | -- | -- | --- | --- |
| 1.   | Jindřich Abdul  | HC Slovan Bratislava           | 53 | 23 | 39 | 62 | 58  | 41  |
| 2.   | Brock Trotter   | HKm Zvolen                     | 51 | 14 | 46 | 60 | 78  | 4   |
| 3.   | Allan McPherson | HKm Zvolen                     | 51 | 21 | 38 | 59 | 46  | 28  |
| 4.   | Marcel Haščák   | HC Košice                      | 45 | 33 | 22 | 55 | 36  | 19  |
| 5.   | Josef Mikyska   | HK Dukla Trenčín               | 53 | 14 | 41 | 55 | 50  | -7  |
| 6.   | Jordan Hickmott | HC ’05 iClinic Banská Bystrica | 55 | 21 | 33 | 54 | 12  | 24  |
| 7.   | Dávid Skokan    | HC Košice                      | 53 | 18 | 35 | 53 | 76  | 3   |
| 8.   | Jordon Southorn | HC ’05 iClinic Banská Bystrica | 51 | 13 | 38 | 51 | 116 | 20  |
| 9.   | Tomáš Zigo      | HC Slovan Bratislava           | 51 | 27 | 22 | 49 | 80  | 37  |
| 10.  | István Sofron   | MAC Újbuda                     | 54 | 24 | 24 | 48 | 68  | -6  |

### Hodnocení brankářů
Toto je konečné pořadí nejlepších deset brankářů.
| Poř. | Hráč              | Tým                            | Z  | MIN  | OG | PZ   | PS   | POG  | Úsp%  | ČK |
| ---- | ----------------- | ------------------------------ | -- | ---- | -- | ---- | ---- | ---- | ----- | -- |
| 1.   | Barry Brust       | HC Slovan Bratislava           | 29 | 1708 | 49 | 725  | 774  | 1.72 | 93.67 | 5  |
| 2.   | Andrej Košarisťan | HC Košice                      | 42 | 2558 | 77 | 1084 | 1161 | 1.81 | 93.37 | 5  |
| 3.   | Tyler Beskorowany | HC ’05 iClinic Banská Bystrica | 44 | 2619 | 89 | 1179 | 1268 | 2.04 | 92.98 | 2  |
| 4.   | Matej Tomek       | HK Dukla Trenčín               | 32 | 1900 | 74 | 943  | 1017 | 2.34 | 92.72 | 2  |
| 5.   | Tomáš Vošvrda     | HK Poprad                      | 44 | 2642 | 97 | 1198 | 1295 | 2.20 | 92.51 | 6  |

## Playoff
Předčasné ukončení sezony se kvůli pandemii covidu-19 neodehrálo.